# Llista d'estrelles de la Màquina Pneumàtica
Llista d'estrelles de la constel·lació de la Màquina Pneumàtica (Antlia, segons la denominació en llatí adoptada per la UAI), ordenades per esclat decreixent.